# Anochetus isolatus
Anochetus isolatus är en myrart som beskrevs av Mann 1919. Anochetus isolatus ingår i släktet Anochetus och familjen myror. Inga underarter finns listade i Catalogue of Life.

## Bildgalleri

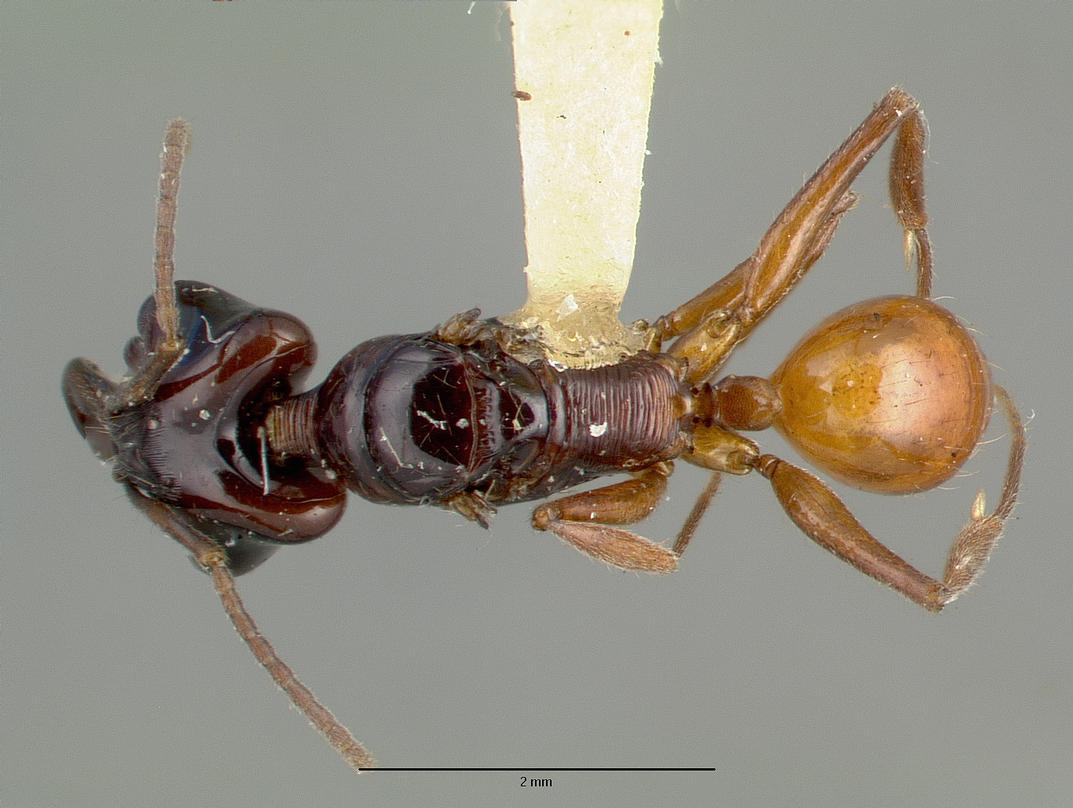
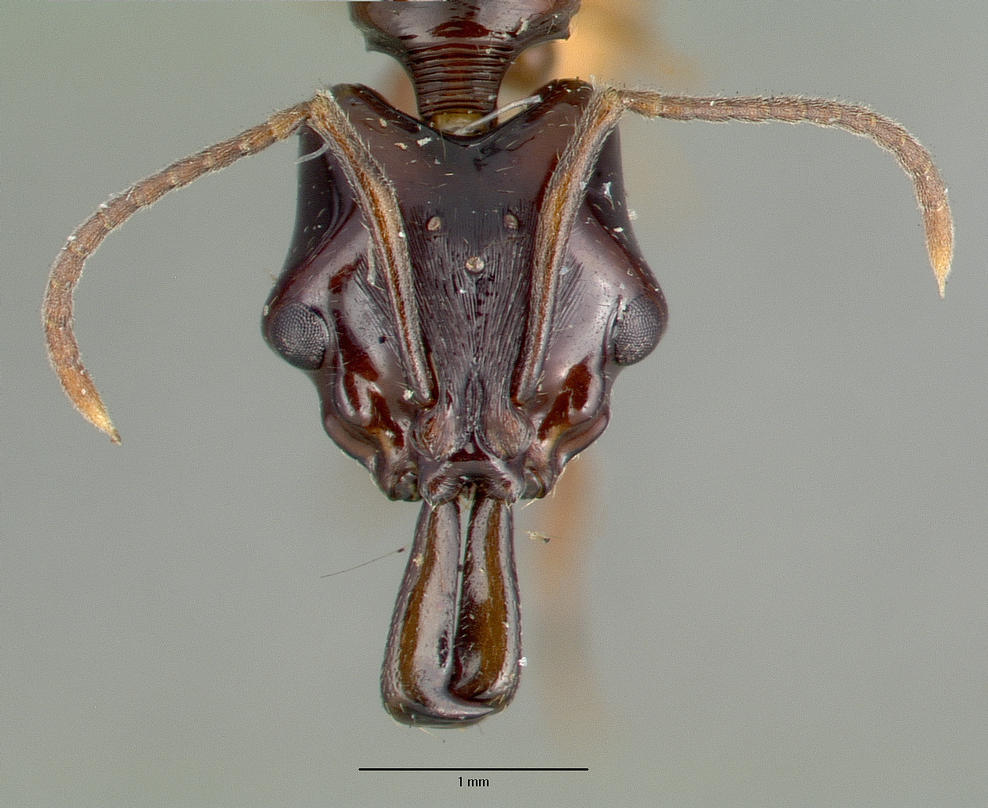
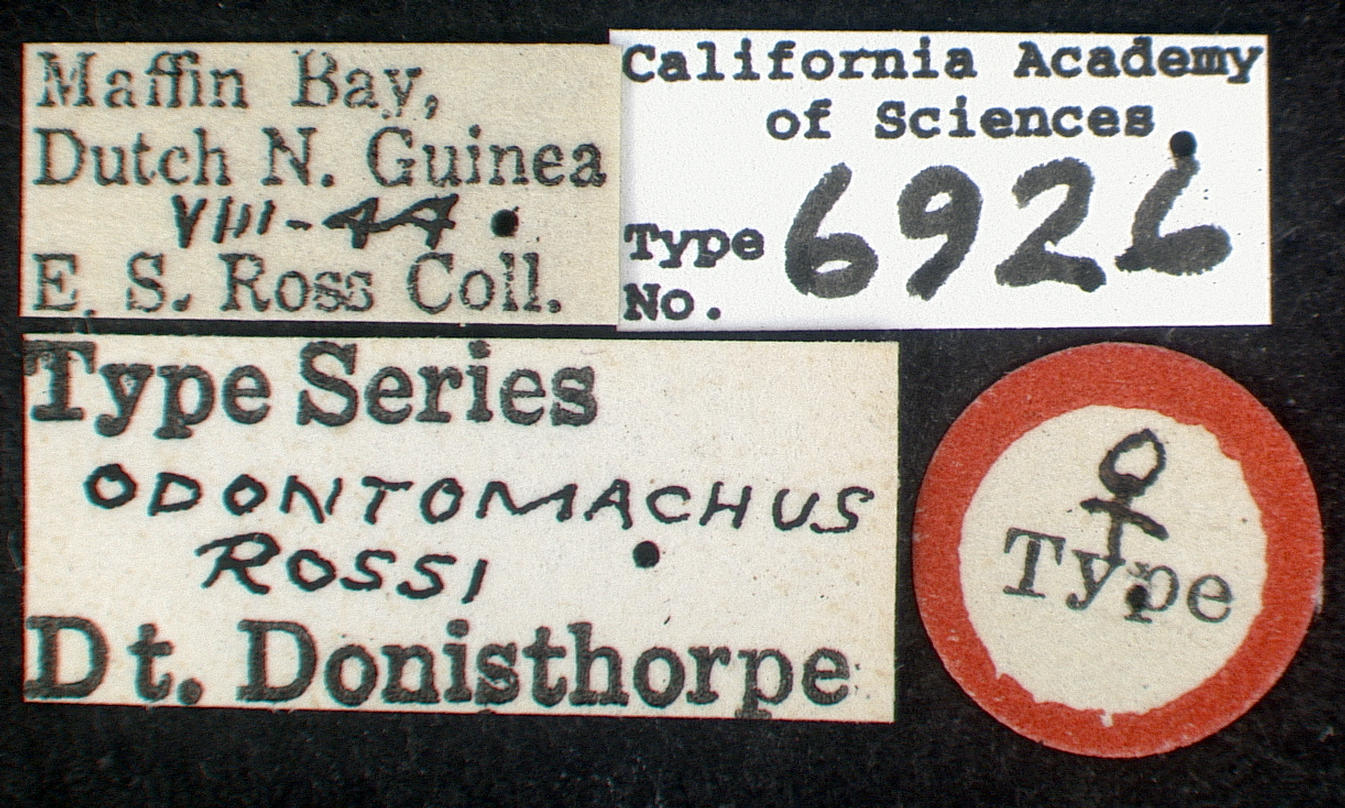
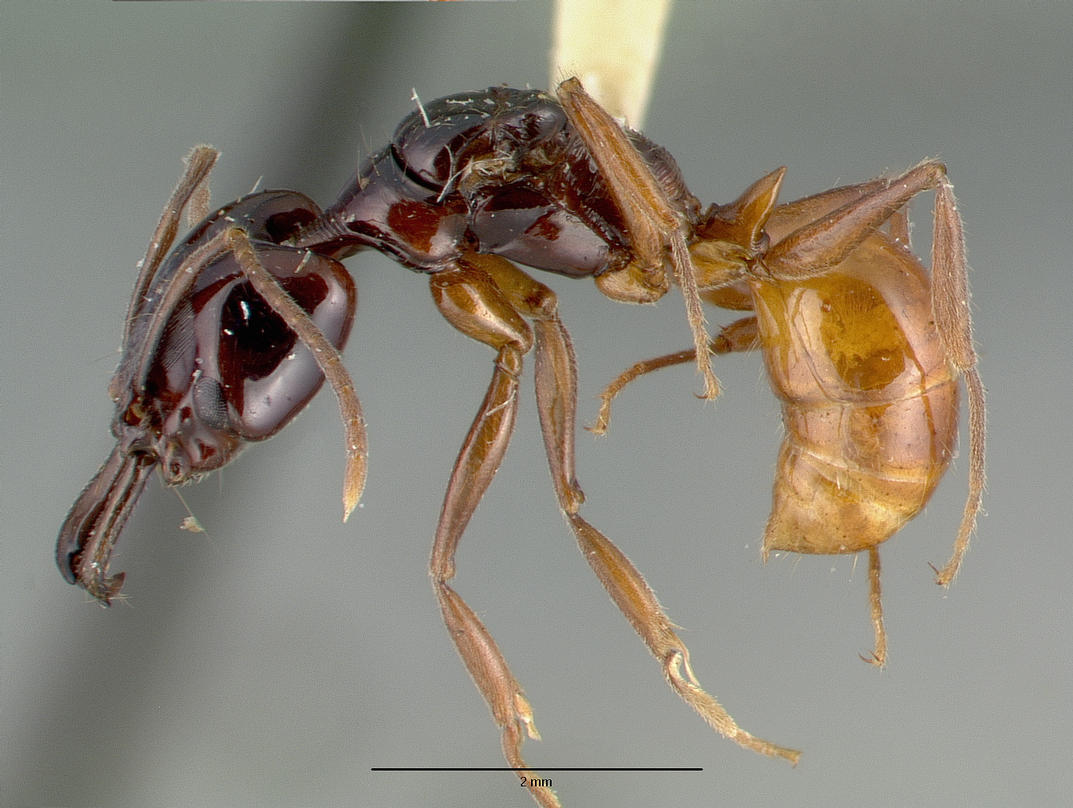
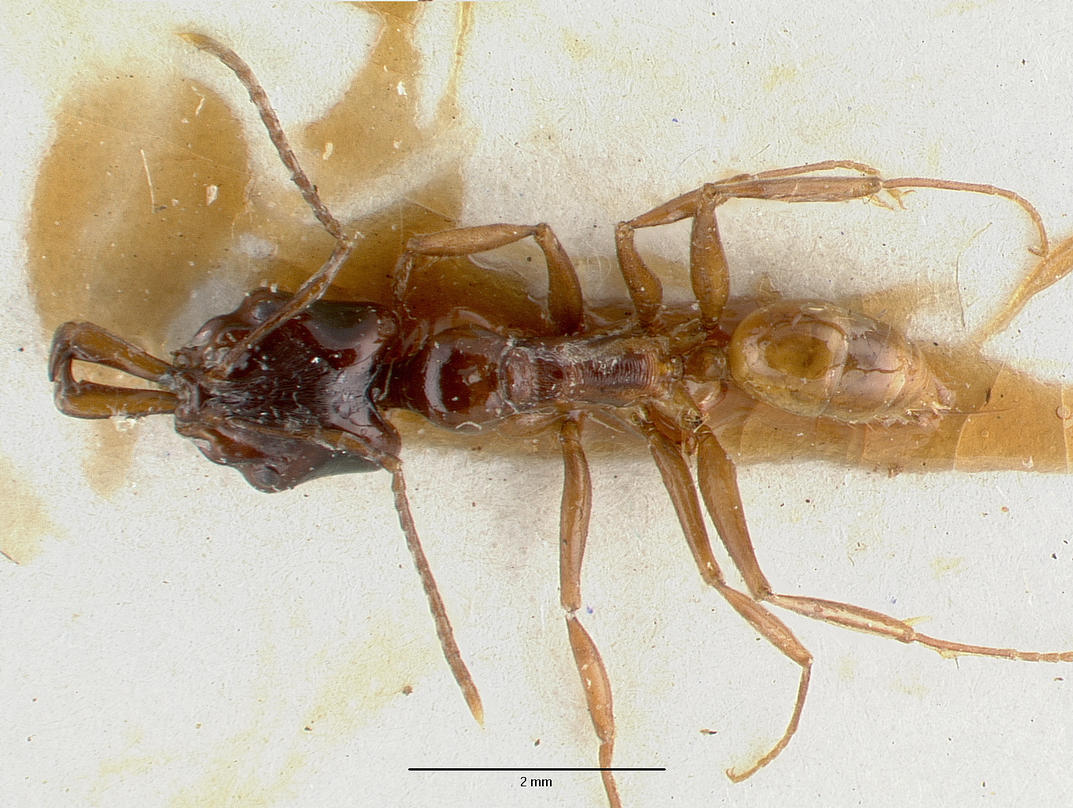
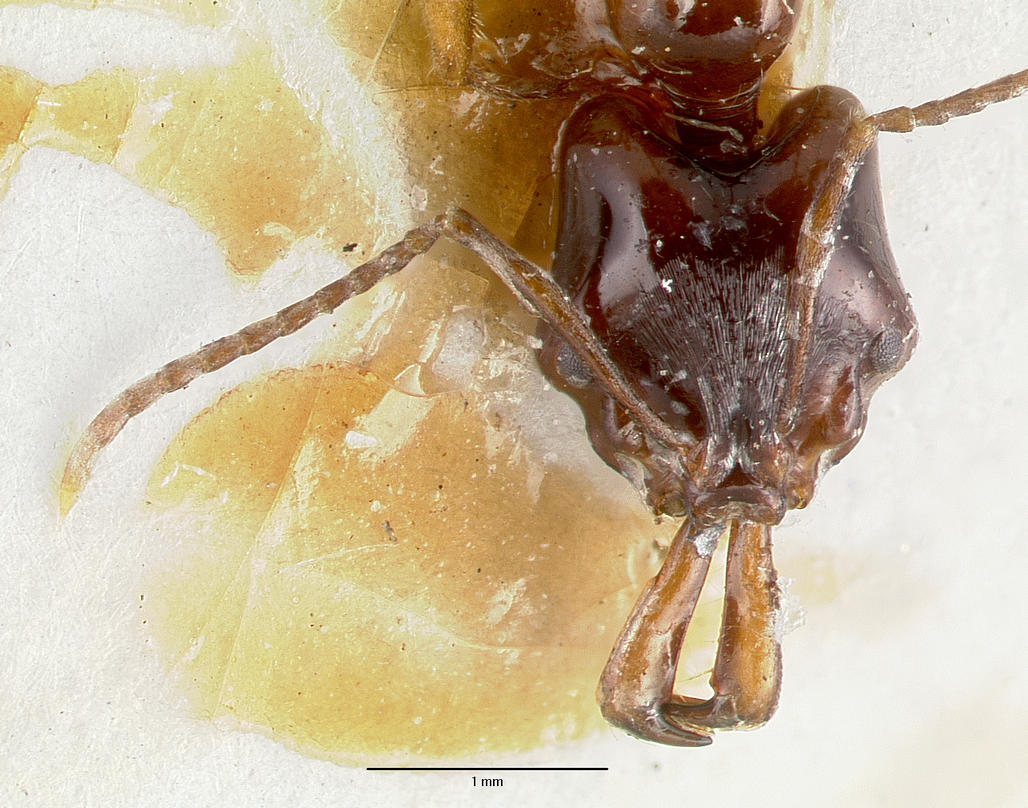